# Compagnie des mines d’Ostricourt
Die Compagnie des Mines d'Ostricourt (deutsch Bergwerksgesellschaft Ostricourt) war ein französisches Unternehmen zur Förderung von Steinkohle in den Städten Oignies, Ostricourt und Carvin und anderen Orten des Départements Pas-de-Calais im nordfranzösischen Kohlerevier. 1946 verlor es seine Selbstständigkeit und wurde Teil des Verbundbergwerks Oignies.
Von den Tagesanlagen des Bergwerks ist das Fördermaschinenhaus von Schacht 2 erhalten geblieben.

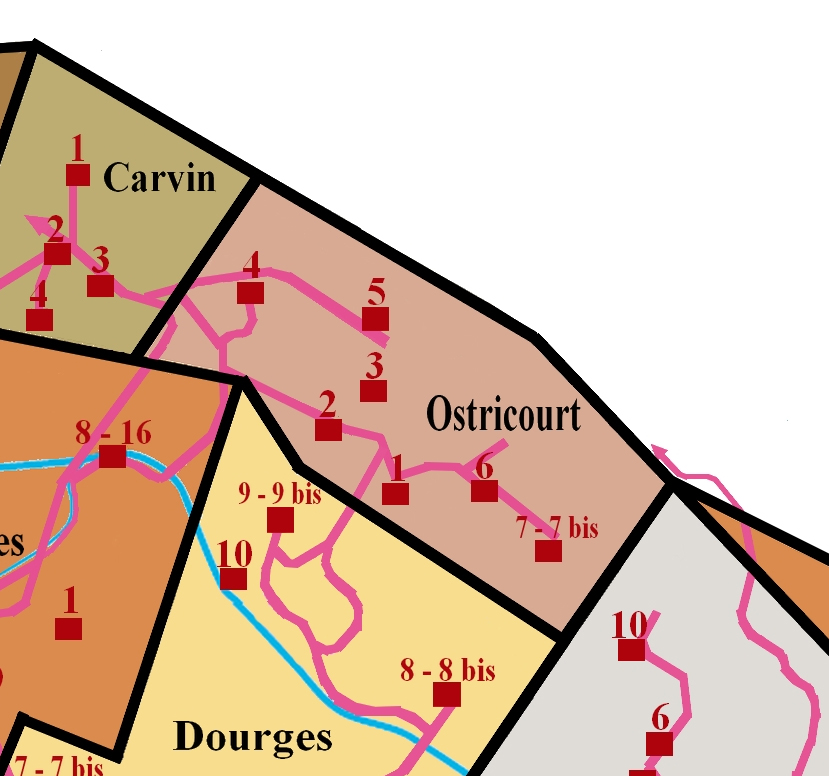
Berechtsame, Schächte und Zechenbahnen Ostricourt

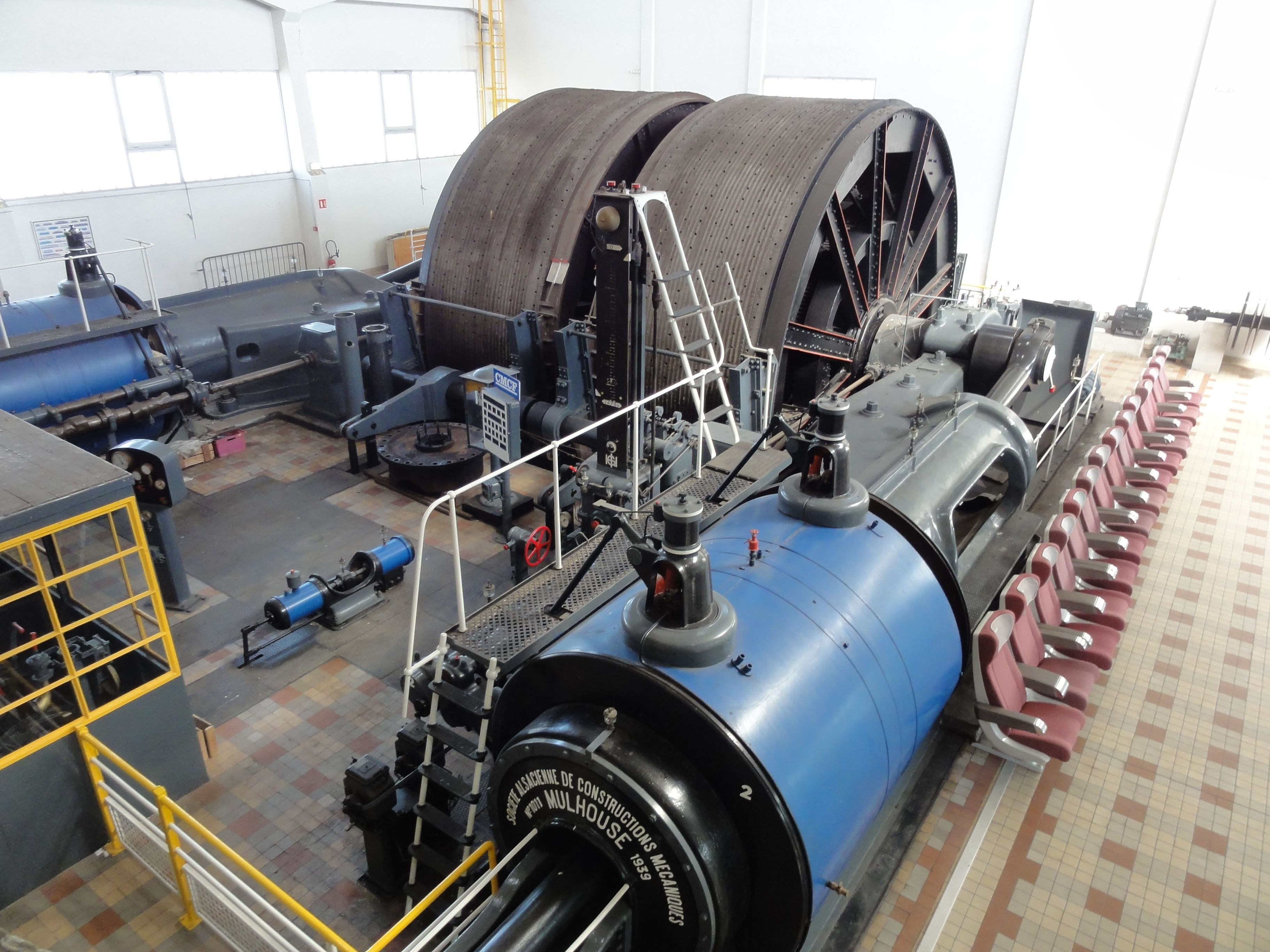
Fördermaschine von Ostricourt 2 (nach 1950)

## Geschichte

### Exploration und Gründung der Gesellschaft
Bis zum Jahr 1845 beschränkte sich der Bergbau im Revier Nord – Pas-de-Calais ausschließlich auf Orte im Departement Nord, die östlich von Douai liegen und nach Westen hin mit dem Bergwerk von Aniche seinen vorläufigen Abschluss fanden. Trotzdem tauchten ab 1850 immer wieder Vermutungen auf, dass sich die Lagerstätten für Steinkohle auch nach Westen hin fortsetzen würden. Am 19. Februar 1855 hinterlegte Émile Vuillemin bei der Präfektur des Departements Nord einen versiegelten Brief, der später geöffnet werden sollte. Er enthielt ein Memorandum mit einer Karte, in der er darlegte, dass die durch die Erkundungsarbeiten gewonnenen Erkenntnisse zeigten, dass sich das Kohlebecken von Quiévrain (Nord) bis Béthune (Pas-de-Calais) über eine Länge von 100 km und eine Breite zwischen 8 und 10 km erstrecken würde. [...] Die Prognosen von Émile Vuillemin wurden durch die zahlreichen Nachforschungen der Kompanien von Ostricourt, Meurchin, Carvin und anderen bestätigt. So hatte sich am 13. Februar 1855 eine Bohrgesellschaft mit einem Kapital von 104.000 Francs, aufgeteilt in 26 Anteile zu je 4.000 Francs, gegründet, um die in Vuillemins Memorandum dargelegten Prognosen zu überprüfen. Sie begann am 7. Februar 1855 mit einer ersten Bohrung südlich von Ostricourt und wurde am 6. Juli desselben Jahres fündig. [Auch ein weiterer] Versuch nördlich von Ostricourt brachte am 29. Mai Kohle ans Licht. Sofort beantragte die Forschungsgesellschaft am 9. Juli 1855 eine Konzession mit einer Fläche von etwa 35 km². Da sie ihre Arbeit aktiver fortsetzen und größere Rechte erhalten wollte, wandelte sie sich, nachdem sie die Rechte von Émile Vuillemin übernommen hatte, am 22. November 1855 in eine Betriebsgesellschaft unter dem Namen „Compagnie Charbonnière Douaisienne“ um. Das Ziel der Gesellschaft war die Fortsetzung der Forschungen und die Ausbeutung der Steinkohle in den Gebieten, die im Umfang des am 9. Juli 1855 gestellten Konzessionsantrags enthalten waren. Das erste Bohrloch war kaum angelegt, als die Gesellschaften von Dourges und l'Escarpelle, die nie geglaubt hatten, dass es nördlich ihrer Konzessionen Kohleflöze gab, Erkundungsbohrungen tätigten. [...] Die örtlichen Ermittlungen ergaben, dass die „Douaisienne“ über eine Konzession von 23,00 km² verfügte, die sogenannte Concession d'Ostricourt. Am 9. Dezember 1860 wurde die Konzession für die Mines d'Ostricourt offiziell bestätigt [...] und am 25. Juni 1856 in Oignies der erste Schacht in Betrieb genommen.

### Die Entwicklung bis 1914
Wie aus Tabelle 3 (s. u.) hervorgeht, wurden alle Schächte des Bergwerks vor dem Ausbruch des Ersten Weltkriegs abgeteuft – die ersten drei Schächte nach Gründung der Gesellschaft in kurzem zeitlichen Abstand zueinander. Dass es dann 30 Jahre lang – bis 1897 – nicht zu einer Erschließung weiterer Felder kam, ist vielleicht damit zu erklären, dass es 1866 zu einem großen Einbruch bei den Förderzahlen gekommen war (siehe Tabelle 1), von dem sich das Unternehmen wahrscheinlich nur langsam erholen konnte.
| Jahr | Gesamt-förderung | Zahl der Arbeiter | Förderung pro Arbeiter |
| ---- | ---------------- | ----------------- | ---------------------- |
| 1859 | 2.395 t          | ?                 | ?                      |
| 1860 | 6.990 t          | ?                 | ?                      |
| 1861 | 16.539 t         | ?                 | ?                      |
| 1862 | 22.400 t         | ?                 | ?                      |
| 1863 | 28.962 t         | ?                 | ?                      |
| 1864 | 24.748 t         | ?                 | ?                      |
| 1865 | 24.174 t         | ?                 | ?                      |
| 1866 | 14.477 t         | ?                 | ?                      |
| 1867 | 17.434 t         | ?                 | ?                      |
| 1868 | 19.726 t         | ?                 | ?                      |
| 1869 | 21.623 t         | 153               | 141                    |
| 1870 | 12.870 t         | ?                 | ?                      |
| 1871 | 17.274 t         | 119               | 61 t                   |
| 1872 | 29.033 t         | 148               | 196 t                  |
| 1873 | 28.778 t         | 148               | 194 t                  |
| 1874 | 657.904 t        | 3.303             | 199 t                  |
| 1875 | 715.097 t        | 3.713             | 192 t                  |
| 1876 | 670.089 t        | ?                 | ?                      |
| 1877 | 627.643 t        | 3.550             | 177 t                  |
| 1878 | 707.003 t        | 3.807             | 186 t                  |

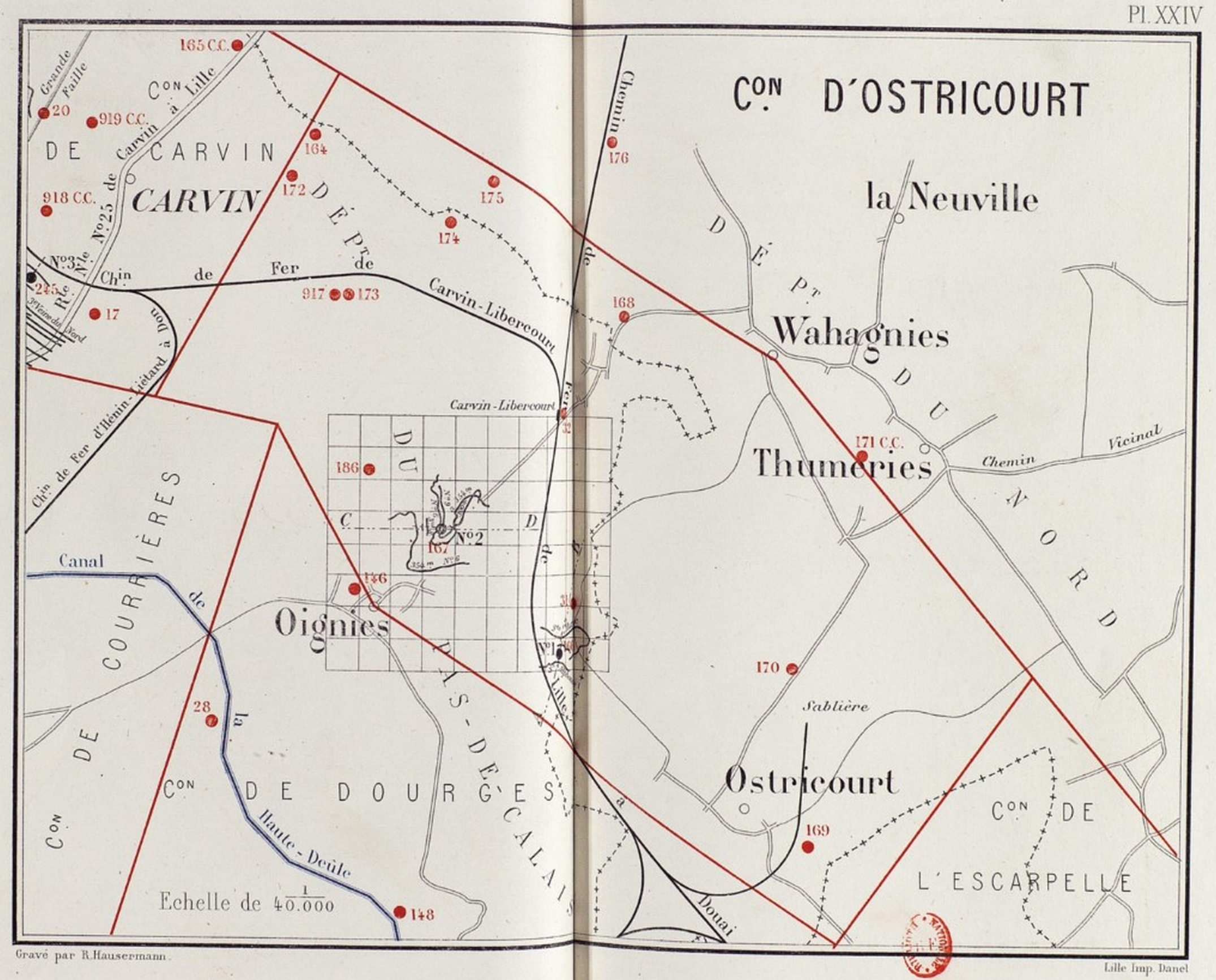
Bohrlöcher und Schächte um 1880

Bei diesen durchgängig niedrigen Förderzahlen bietet sich ein Vergleich mit einigen benachbarten Zechen für das Jahr 1872 an.
| Bergwerk   | Berechtsame in km² | Gesamt-förderung in t | Förderung in t pro km² | Zahl der Arbeiter | Förderung pro Arbeiter in t |
| ---------- | ------------------ | --------------------- | ---------------------- | ----------------- | --------------------------- |
| Lens       | 69,4               | 583.345               | 8.406                  | 2.464             | 236                         |
| Liévin     | 29,8               | 127.214               | 4.269                  | 771               | 169                         |
| Courrières | 54,6               | 289.117               | 5.295                  | 1.491             | 219                         |
| Ostricourt | 23,0               | 29.033                | 1.262                  | 148               | 196                         |
| Escarpelle | 47,2               | 215.899               | 4.573                  | 1.020             | 209                         |

Wie die letzte Spalte der Tabelle zeigt, ist die Effektivität von Ostricourt bei der Förderung pro Arbeiter mit der der Nachbarzechen vergleichbar. Eine signifikante Abweichung ergibt sich jedoch 1872 beim Verhältnis zwischen Konzessionsfläche und geförderter Kohlenmenge (Spalte 4). Hier belegt Ostricourt weit abgeschlagen den letzten Platz. Dieses ungünstige Ergebnis ist vielleicht darauf zurückzuführen, dass die Schachtanlagen 1 bis 3 nur einen sehr kleinen Bereich des Konzessionsgebietes erschlossen hatten und im Nordwesten sowie Südosten von Ostricourt zu diesem Zeitpunkt noch keine Schächte niedergebracht worden waren. Diese Vermutung wird durch den sprunghaften Anstieg der Förderzahlen zwischen 1900 und 1903 gestützt, als das Nordwestfeld durch Schacht 4 erschlossen worden war.
| Zeitraum  | Zahl der Schächte | Gesamt-förderung |
| --------- | ----------------- | ---------------- |
| 1899–1900 | 3                 | 200.000 t        |
| 1903–1904 | 4                 | 428.000 t        |
| 1904–1905 | 4                 | 444.000 t        |
| 1905–1906 | 4                 | 392.000 t        |
| 1906–1907 | 4                 | 471.000 t        |
| 1907–1908 | 5                 | 489.000 t        |
| 1908–1909 | 5                 | 500.000 t        |
| 1909–1910 | 6                 | 574.000 t        |
| 1910–1911 | 6                 | 675.000 t        |
| 1911–1912 | 6                 | 732.000 t        |
| 1912–1913 | 6                 | 785.000 t        |

### Die Zeit des Ersten Weltkriegs
Im Gegensatz zu den Bergwerken von Lens und Liévin lag Ostricourt während des Ersten Weltkriegs östlich des Frontverlaufs und damit in der von den Deutschen besetzten Zone. Dadurch waren die den Krieg verursachten Schäden an den Tagesanlagen vergleichsweise gering.

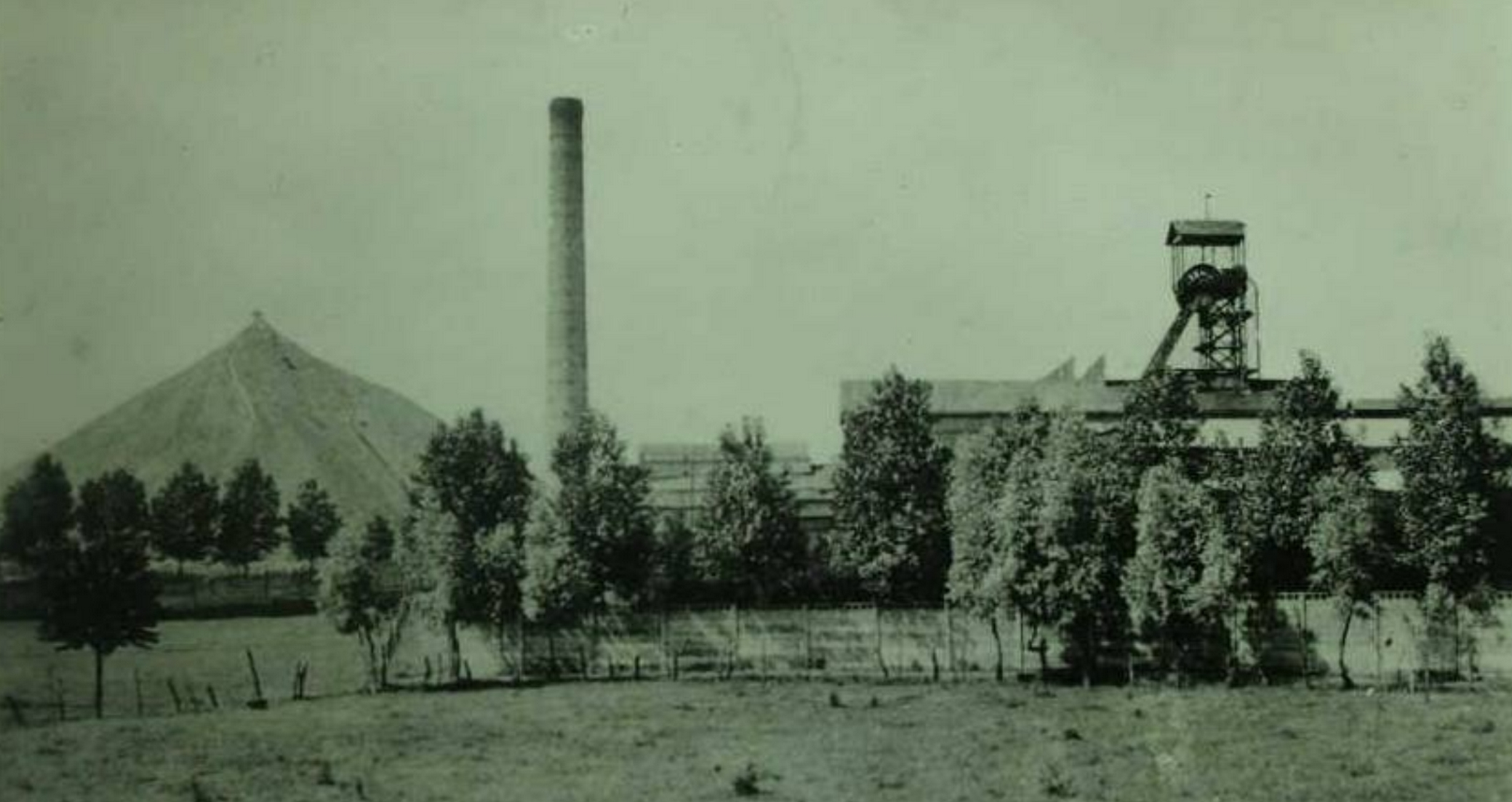
Schacht 7

### Die Phase zwischen den Weltkriegen
Über die Entwicklung des Bergwerks nach dem Ende des Ersten Weltkriegs berichtete am 29. Juni 1924 die Nummer 148 der „Deutschen Bergwerkszeitung“: „Die Förderung erreichte [...] 1.080.000 Tonnen, d.h. 27 % mehr als im Vorjahr (1922).“
Weitere Förderzahlen aus der Zwischenkriegszeit liefern „l'Information“ (Paris) Nr. 230 und die Deutsche Bergwerkszeitung vom 17. Januar 1931.
| Jahr | Zahl der Schächte | Gesamt-förderung |
| ---- | ----------------- | ---------------- |
| 1920 | 7                 | 405.000 t        |
| 1921 | 7                 | 756.000 t        |
| 1922 | 7                 | 850.000 t        |
| 1923 | 7                 | 1.080.000 t      |
| 1924 | 7                 | 1.262.000 t      |
| 1925 | 7                 | 1.308.000 t      |
| 1926 | 7                 | 1.531.000 t      |
| 1927 | 7                 | 1.541.000 t      |
| 1928 | 7                 | 1.511.000 t      |
| 1930 | 7                 | 1.514.000 t      |

Bereits 1934 hatte die Unternehmensleitung von Ostricourt Pläne entwickelt, Schacht 2 zu einem Zentralförderschaft auszubauen, die Tagesanlagen grundlegend zu modernisieren und danach dort die Förderung der Schächte 1, 2, 3, 5 und 6 zu konzentrieren. Der Zweite Weltkrieg und die Besetzung Frankreichs durch Deutschland verhinderten jedoch die Umsetzung dieser Planungen. Sie wurden erst ab 1950 durch die HBNPC verwirklicht, als das Bergwerk schon zum Verbundbergwerk Oignies gehörte.

### Nordfrankreich im Zweiten Weltkrieg
Ab Juli 1940 waren große Teile Frankreichs von den Deutschen besetzt. Der besetzte Norden und damit auch die Bergbauregion wurde dem Militärbezirk Belgien (Sitz des Militärbefehlshabers in Belgien) angegliedert.
Für das Bergwerk von Ostricourt liegen aus der Besatzungszeit durch Deutschland folgende Informationen vor:
- In 16 Monaten des Geschäftsjahres 1939/40 förderte das Bergwerk 1,581 Mio. t Steinkohle und konnte die aufgehaldeten Vorräte fast vollständig auf den Markt bringen.[9]
- Die in diesem und anderen Zeitungsartikeln erwähnten Neubauarbeiten haben nicht stattgefunden. Sie wurden erst ab 1950 durch die HBNPC realisiert.[10]
- Die vom „Weltwirtschafts-Archiv“ veröffentlichten Zahlen über den Reingewinn und die Dividenden des Bergwerks Ostricourt für die Jahre 1936 bis 1942 legen nahe,[11] dass die Förderung und Weiterverarbeitung der Kohle bis zur Befreiung der Region durch die Truppen der Alliierten ziemlich ungestört hat ablaufen können.

### Ostricourt nach der Verstaatlichung
1946 wurde der gesamte Steinkohlenbergbau in Frankreich verstaatlicht und kam im Norden der Republik unter die Verwaltung der Houlliers Bassin Nord – Pas-de-Calais (HBNPC). In einem ersten Schritt erfolgte die Zusammenlegung mit Carvin zum neuen Verbundbergwerk Oignies, bevor mit der Errichtung von Schacht 10 eine weitere Umstrukturierung von Förderung und Aufbereitung von Magerkohle einsetzte.

## Lagerstätten
Wie in allen Zechen am Nordrand des Reviers wurde auch auf Ostricourt fast ausschließlich Magerkohle gefunden.
Die Situation von 1880 schildert É. Vuillemin wie folgt:
„Die zahlreichen Bohrungen, die in dem Konzessionsgebiet von Ostricourt durchgeführt wurden, haben gezeigt, dass sich die Kohlevorräte über die gesamte Fläche von 2.300 Hektar erstrecken. Es besteht kein Zweifel daran, dass es in dieser beträchtlichen Ausdehnung bedeutende Steinkohlevorkommen gibt, ähnlich denen der Bergwerke von Carvin und Meurchin, die sich in der gleichen Situation befinden. Die beiden bisher von der Gesellschaft abgeteuften Schächte haben jedoch nicht den Erfolg erzielt, den man sich zu Recht erhofft hatte. Schacht 1 hat zwischen 156 m und 200 m nur drei Flöze von 0,20 m bis 030 m durchörtert. Die von dort ausgehenden Strecken stießen dann auf drei Flöze: Sainte-Marie, 0,60 m, Saint-Alphonse, 0,70 m und ein weiteres Flöz von 0,55 m [Mächtigkeit], die mit 7 bis 8° leicht geneigt waren. Diese Flöze wurden, vor allem das erste, von 1858 bis 1864 abgebaut und lieferten 82.357 Tonnen Steinkohle mit einem Gehalt an flüchtigen Bestandteilen von etwa 13 %. Die Schichten waren unregelmäßig ausgeprägt, [...] der Abbau teuer und wurde [daher] 1864 aufgegeben.
Bei Schacht 2 wurden weitaus größere Funde gemacht. [...] So durchteufte [dieser Schacht] [...] 19 kohlehaltige Gesteinsschichten, die  9 Flöze mit einer Gesamtmächtigkeit von 6,28 m enthielten. [...] Dies ist ein bedeutender Reichtum und vergleichbar mit dem Durchschnitt der Kohlegruben von Pas-de-Calais. Die Flöze Nr. 2, 3 und 5 wurden in einem gewissen Umfang abgebaut, [...], [hingegen] Flöz Nr. 4 wegen der großen Menge an taubem Gestein, das es enthält, nur auf 290 Metern von der 258 m-Sohle aus abgebaut. Die wichtigsten Arbeiten wurden jedoch im Flöz Nr. 6 durchgeführt [...] und erbrachten [...] sehr gute Ergebnisse. Die Kohle in den Flözen von Schacht 2 enthält nur 10 bis 11 % flüchtige Stoffe [und]  ist [damit] magerer als die Kohle aus den Schichten von Schacht 1.“

## Schachtanlagen und Förderungen
Von seiner Gründung bis zur Verstaatlichung 1946 und der Fusion mit Carvin und Teilen von Dourges existierten folgende fördernden Schachtanlagen:
| Name            | Ort        | Schacht-nr | Gründung | Ende der Förderung | Schließung | max. Teufe | gesamte Fördermenge in Mio. t |
| --------------- | ---------- | ---------- | -------- | ------------------ | ---------- | ---------- | ----------------------------- |
| Auguste Dupire  | Oignies    | 1          | 1856     | 1929               | 1969       | 533 m      | 6                             |
| Henri Chavet    | Oignies    | 2          | 1860     | 1934               | 1976       | 505 m      | 21                            |
| –               | Libercourt | 3          | 1866     | 1941               | 1946       | 533 m      | 3,8                           |
| Maurice Tilloy  | Carvin     | 4          | 1897     | 1961               | 1976       | 354 m      | 17                            |
| Henri Buchet    | Libercourt | 5          | 1906     | 1951               | 1969       | 363 m      | 8,5                           |
| Charles Tilloy  | Ostricourt | 6          | 1907     | 1954               | 1966       | 402 m      | ?                             |
| Alphonse Lecocq | Ostricourt | 7/7bis     | 1914     | 1956               | 1968       | 481 m      | ?                             |

## Weitere Industrieanlagen
Weil auf Ostricourt ausschließlich Magerkohle gefördert und diese weitgehend zu Heizzwecken genutzt wurde, verfügte das Bergwerk weder über Kokereien noch über Kraftwerke zur Erzeugung elektrischen Stroms. Lediglich die Verpressung zu Briketts und Eierkohlen spielen in der Wertschöpfungskette eine Rolle.

## Fusionen
Mit der Verstaatlichung des Steinkohlenbergbaus in Frankreich und der Schaffung der HBNPC erfolgte eine Neugliederung und Zusammenfassung der fünf zwischen Lens und Douai liegenden Bergwerke zu zwei Verbundbergwerken. Während die Bergwerke von Courrières und Drocourt ganz im Verbundbergwerk Hénin-Liétard aufgingen, wurde das Baufeld von Dourges aufgeteilt. Der südliche Teil kam ebenfalls zu Hénin-Liétard, während der nördliche zusammen mit den Bergwerken Ostricourt und Carvin zum Verbundbergwerk Oignies fusionierte. Damit verfügte letzteres über vier Schächte von Carvin, sieben Schachtanlagen von Ostricourt und eine von Dourges.

## Die Verkehrsinfrastruktur

### Anbindung an das öffentliche Schienennetz
Die drei zuerst abgeteuften Schächte des Bergwerks lagen in unmittelbarer Nähe zur von der Gesellschaft Compagnie des chemins de fer du Nord betriebenen Bahnlinie Paris – Douai – Lille und ermöglichten so einen kostengünstigen Transport der Kohle zu wichtigen Absatzmärkten.
Am Bahnhof von Libercourt existierte ein Übergabepunkt zwischen den Zechenbahnen und dem öffentlichen Eisenbahnnetz.

### Zechenhafen
Ab 1898 verfügte Ostricourt auch über einen Zechenhafen am Kanal von Deûle in der Nähe der Ortschaft Carvin. Er wurde im Laufe der Zeit erweitert und konnte in den 1950er Jahren täglich 2000 t Kohle verladen.